# Constitution angolaise de 1975
Pour les articles homonymes, voir Constitution de l'Angola.
Constitution angolaise de 1992
La Constitution angolaise de 1975 est la première Constitution de l'Angola indépendant. Elle fut adoptée en tant que constitution provisoire mais est restée en vigueur jusqu'en 1992, ou elle connut un remaniement majeur, pour qu'une Constitution finale soit finalement adoptée en 2010.
La Constitution dispose que l'Angola est une République pour éliminer les vestiges du colonialisme portugais. La Constitution contient plusieurs garanties des libertés individuelles et interdit les discriminations basées sur la couleur, la race, l'identité ethnique, le sexe, le lieu de naissance, l'origine, le niveau d'éducation, et le statut économique et social. La Constitution accorde aussi la liberté d'expression et de rassemblement.

## Sources
- (en) Cet article est partiellement ou en totalité issu de l’article de Wikipédia en anglais intitulé « Constitution of Angola » (voir la liste des auteurs).

## Compléments